# 一夫当关 (1971年电影)
《一夫当关》，是1971年徐增宏执导、王羽等出演的电影作品，该电影主要讲述一群人解救被陷害的的岳飞的故事。

## 電影內容
岳飞被秦桧等人所害，并且秦桧等人还买通了一些人，让这些人在押送岳飞的时候暗杀岳飞，而就在这个时候，一群江湖豪侠决定通过用劫法场等方式来救岳飞，虽说最后江湖豪侠因此损伤惨重，但是见到这些岳飞却并没有因此而跟着这些人离开，而是接受皇帝等人给他的指令……

## 演员
- 王羽
- 徐枫
- 张冲
- 张翼
- 陈鸿烈
- 苗天
- 薛汉
- 山茅

## 備註
1. ↑  黄仁. . 2004年.
2. ↑  陈墨. . 2005年.
3. ↑  . 中華民國影劇協會. 1999年.
4. ↑  . 台湾: 行政院文化建設委員會委託財團法人國家電影資料館. 2000年. ISBN 978-9-570-26175-2.
5. ↑  陈墨. . 中国电影出版社. 1996年. ISBN 978-7-106-01168-0.
6. ↑  . 1971年.

## 外部連結
- 豆瓣电影上《一夫当关》的資料 （简体中文）
- 香港影庫上《一夫当关》的資料（繁體中文）
- 互联网电影数据库（IMDb）上《一夫当关》的资料（英文）
- 爛番茄上《一夫当关》的資料（英文）
- 奈飞链接